# Gàdara

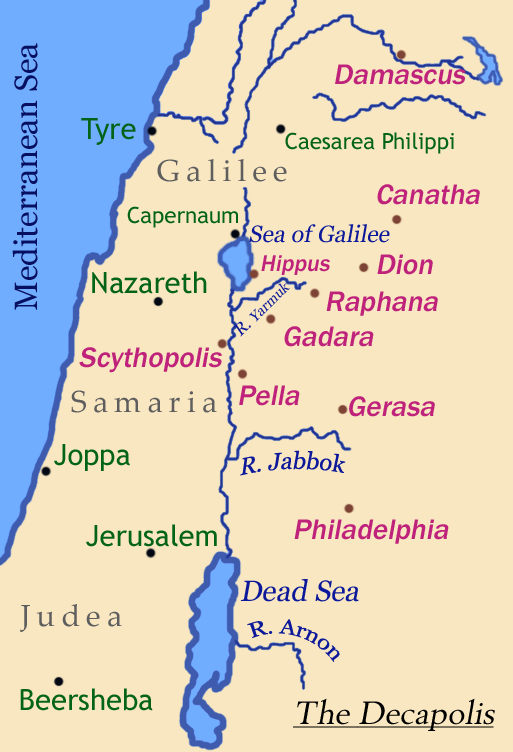
Mapa de la Decápolis, mostrant la localització de Gàdara.

Gàdara (grec antic: Γάδαρα) fou una antiga ciutat romà-hel·lenística de Palestina, que era a la vora de la regió d'Escitiòpolis i al sud-est del llac Tiberíades. Plini el Vell la situa a la riba del Hieromax (Yarmak). El seu districte es deia Gadarene i era la part oriental de Galilea. Cal no confondre aquesta Gàdara amb un altre de situació desconeguda que fou capital de Perea, segons Flavi Josep.
Era una ciutat semiautònoma pertanyent a la Decàpolis. La ciutat també va ser anomenada Antioquía, Antioquía Seminaris i Seleucia.
Gàdara deriva probablement el seu nom de la paraula semítica Gader que es podria traduir per muralla o frontera. Fou refundada per algun rei selèucida que la va repoblar amb grecs.
Era un llogaret dels jueus quan fou refundada. Gàdara va pertànyer sota els selèucides a la confederació de ciutats coneguda com la Decàpolis (Deu ciutats). El 218 aC fou conquerida per Antíoc III el Gran i for rebatejada Antioquia Semiramis. Com altres ciutats de la zona fou conquerida per Alexandre Janeu, rei asmoneu dels jueus (rei vers 104 aC a 76 aC) després d'un setge de deu mesos, i la majoria dels seus habitants grecs es van exiliar. El 63 aC la Decàpolis fou ocupada per Pompeu, i Gàdara que havia quedat molt malmesa, fou reconstruïda (a petició de Demetri de Gàdara, amic de Pompeu). Va ser seu d'un dels cinc sanedrins instituïts per Aulus Gabini. Com a ciutat grega fou part de la província de Síria i exclosa del regne jueu, excepte en el regnat d'Herodes el Gran en què li fou concedida per August com a gràcia especial (30 aC-4 aC).
A la revolta jueva fou una de les primeres ciutats que foren arrabassades pels rebels als romans, però després els seus habitants siríacs es van revenjar i van capturar alguns líders jueus i en van matar d'altres. Vespasià a la seva primera campanya a Galilea la va trobar en mans dels jueus, la va conquerir i va matar als seus habitants adults, i va cremar la ciutat i els llogarets de la rodalia. Però a la segona campanya tornava a ser en mans dels jueus, si bé es va rendir voluntàriament als romans i Vespasià hi va posar guarnició (73). Va existir un bisbat de Gàdara però és possible que es tracti de la capital de Perea. Durant l'època romana d'Orient va romandre com a ciutat de certa importància i s'han trobat algunes restes de les construccions romanes d'Orient.
Fou ocupada pels àrabs el 638, però destruïda per un terratrèmol el 747, fou abandonada.
Avui dia la ciutat Umm Qais (Om Keiss) de Jordània està situada a l'emplaçament de l'antiga Gàdara. Està situada a l'est del Jordà a uns 10 km al sud-est del Llac Tiberíades, i al sud del riu Yarmak. Les seves ruïnes encara es conserven sobretot una part de les muralles, algunes cases, columnes, dos teatres (un al nord força destruït, però l'altra a l'oest bastant ben conservat) i una necròpolis a l'est de la ciutat amb nombroses tombes
Les aigües termals de Gàdara queden a l'altre costat del riu, en territori israelià; aquestes aigües foren famoses en l'època clàssica, i eren considerades les segones després de Baiae. L'Itinerari d'Antoní les esmenta com "In parte ipsius civitatis, miliario tertio, sunt aquae calidae quae appellantur thermae Heliae, ubi leprosi mundantur" o com "Ibi est etiam fluvius calidus qui dicitur Gadarra, et descendit torrens, et intrat Jordanem, et ex ipso ampliatur Jordanis et major fit". L'aigua no era gaire calenta; una de les fonts estava rodejada de palmeres i es troben unes ruïnes romanes a l'actual font.

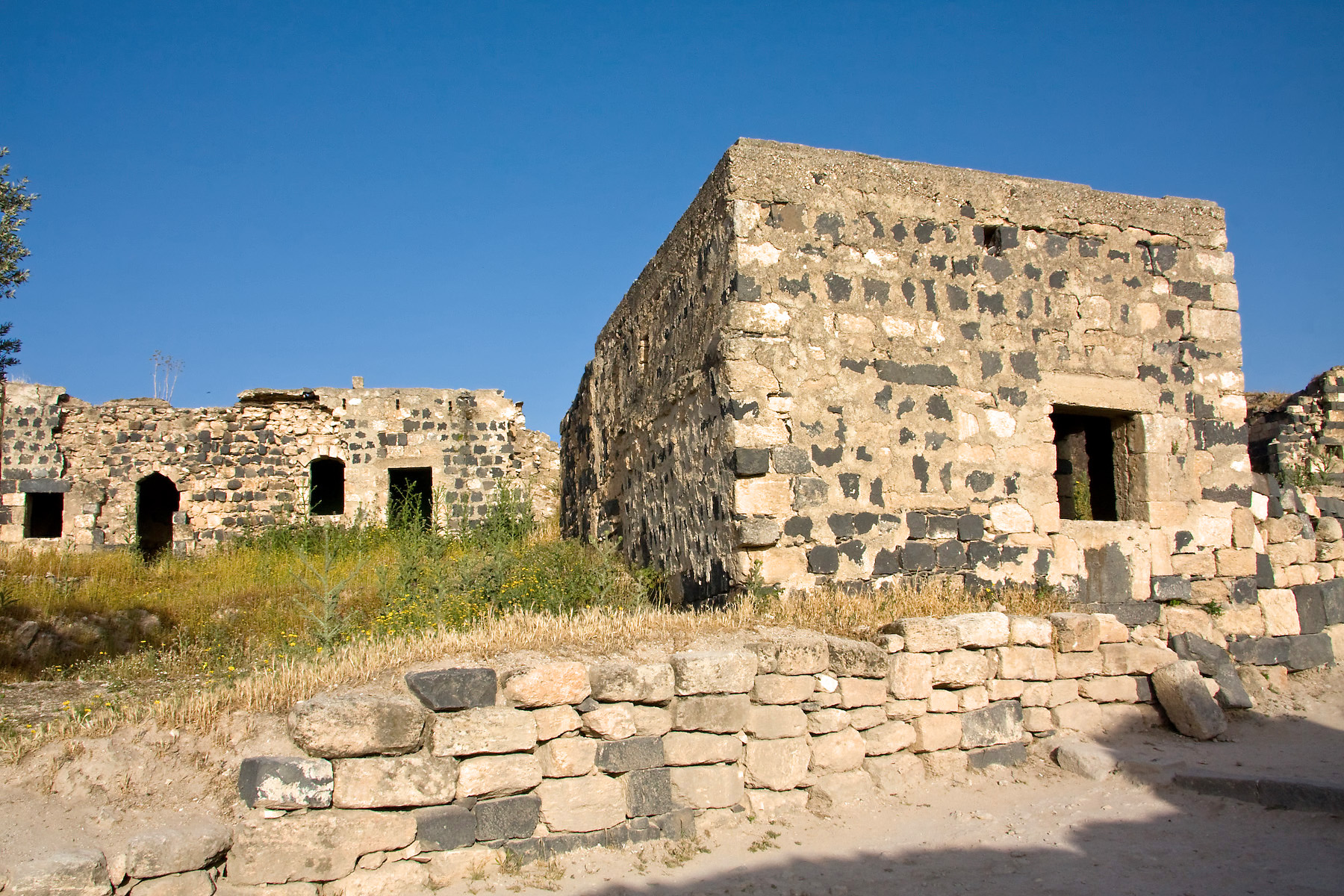
Umm Qais

Filòsofs cínics de Gàdara
- Mènip de Gàdara (segle III aC)
- Melèagre de Gàdara (segle I aC)
- Enòmau de Gàdara (segle II)

Altres filòsofs i personatges de Gàdara
- Filodem de Gàdara (110-45 aC), filòsof epicuri
- Iàmblic de Calcis (250-330), filòsof platònic que va viure a la ciutat però no hi va néixer
- Teodor de Gàdara (segle I aC), fundador de l'escola de retòrics de la ciutat
- Apsines de Gàdara (190-250)
- Filó de Gàdara (segle iii), matemàtic
- Esporos de Gàdara (segle iii), matemàtic deixeble de l'anterior

## Nota
1. ↑  Diccionari Grec-Català.
2. ↑  Sir William Smith. Dictionary of the Bible: comprising its antiquities, biography, geography, and natural history.  Hurd and Houghton, 1868, p. 852– [Consulta: 1r maig 2011].